# Sergei Aschwanden
Sergei Aschwanden (* 22. prosince 1975 Bern, Švýcarsko) je bývalý švýcarský zápasník–judista s africkými kořeny, bronzový olympijský medailista z roku 2008.

## Sportovní kariéra
Narodil se do multikulturní rodiny, otec Švýcar a matka původem z Keni. Judu se věnoval od 9 let v Lausanne pod vedením japonského mistra Kazuhira Mikamiho. Vrcholovou přípravu podstupoval do roku 1996 pod vedením Leo Helda. Od roku 2001 žil a připravoval se v Magglingenu.
Na mezinárodní scéně se prosazoval od roku 1998 v polostřední výze. Průlom v jeho sportovní kariéra nastal s přípravovu na olympijskou sezonu 2000. Na olympijské hry v Sydney odjížděl jako úřadující mistr Evropy, ale vypadl v úvodním kole, když takticky nezvládl zápas proti Alexeji Budolinovi z Estonska. V roce 2004 na olympijských hrách v Athénách patřil opět k favoritům na jednu z medailí. V úvodním kole nastoupil proti Argentinci Arielu Sgangovi a zopakoval chybu z předchozích olympijských her. V polovině zápasu nastoupil do techniky kata-guruma, kterou Argentinec kontroval a prohrál držením (osae-komi).
Po olympijských hrách v Athénách koketoval s vyšší střední vahou, ve které se v roce 2008 kvalifikoval na své třetí olympijské hry v Pekingu. V prvních kolech si počínal jako ostřílený mazák, ve čtvrtfinále však nenašel recept na dobře bránícího Alžířana Ammára bin Jachlefa a prohrál na šido. Z oprav postoupil do boje o třetí místo proti Rusu Ivanu Peršinovi. Rus byl od počátku aktivnější a vedl na dvě juka, ale dvě minuty ho zaskočil levým výpadem o-goši zvítězil na ippon (dle dnešní měřítek šlo o wazari). Získal bronzovou olympijskou medaili. Sportovní kariéru ukončil v roce 2009.
Sergei Aschwanden byl pravoruký judista s krásnými pažními technikami – tai-otoši, seoi-nage.

## Výsledky
| Turnaj             | 1993       | 1994       | 1995       | 1996                       | 1997                       | 1998                       | 1999                       | 2000                       | 2001                       | 2002                       | 2003                       | 2004                       | 2005                       | 2006                       | 2007                       | 2008                       |
| Turnaj             | 18         | 19         | 20         | 21                         | 22                         | 23                         | 24                         | 25                         | 26                         | 27                         | 28                         | 29                         | 30                         | 31                         | 32                         | 33                         |
| Turnaj             | lehká váha | lehká váha | lehká váha | polostřední a střední váha | polostřední a střední váha | polostřední a střední váha | polostřední a střední váha | polostřední a střední váha | polostřední a střední váha | polostřední a střední váha | polostřední a střední váha | polostřední a střední váha | polostřední a střední váha | polostřední a střední váha | polostřední a střední váha | polostřední a střední váha |
| ------------------ | ---------- | ---------- | ---------- | -------------------------- | -------------------------- | -------------------------- | -------------------------- | -------------------------- | -------------------------- | -------------------------- | -------------------------- | -------------------------- | -------------------------- | -------------------------- | -------------------------- | -------------------------- |
| Olympijské hry     |            |            |            | —                          |                            |                            |                            | úč.                        |                            |                            |                            | úč.                        |                            |                            |                            | 3.                         |
| Mistrovství světa  | —          |            | —          |                            | úč.                        |                            | úč.                        |                            | 3.                         |                            | 2.                         |                            | úč.                        |                            | úč.                        |                            |
| Mistrovství Evropy | —          | —          | —          | úč.                        | úč.                        | úč.                        | —                          | 1.                         | —                          | úč.                        | 1.                         | —                          | 3.                         | 3.                         | úč.                        | úč.                        |
| MS juniorů         |            | úč.        |            |                            |                            |                            |                            |                            |                            |                            |                            |                            |                            |                            |                            |                            |
| ME juniorů         | 7.         | úč.        | úč.        |                            |                            |                            |                            |                            |                            |                            |                            |                            |                            |                            |                            |                            |